# حرب الخوبة
معركة ظهران الجنوب
الخوبة هي مدينة في الجنوب الغربي من المملكة العربية السعودية في منطقة جازان تتبع محافظة الحرث على الحدود بين اليمن والسعودية، وقد جرى اشتباك على الحدود بين الحوثيين وحرس الحدود السعودي في جبل دخان التابع لها.

## التسلل على الحدود من اليمن إلى السعودية
في عام 2009 بدأ تسلل بين الحدود اليمنية والسعودية في مركز الخوبة التابع لجازان في الصباح وقد كشفت قوات حرس الحدود السعودي التسلل البري في جبل دخان في مدينة الخوبة وأرسلت فرقة من حرس الحدود لطردهم واشتبك حرس الحدود مع المسلحين في المدينة وأطلق المسلحون النار على قوات حرس الحدود وأهل القرية وكان عدد المسلحين (الحوثيين) يقدر بالمئات ولم تستطع قوات حرس الحدود السعودي طرد الحوثيين فانتقلوا إلى الخطة الثانية وهي إخلاء المدينة بكاملها وقد تم أرسال طائرات حربية تابعة للقوات الجوية الملكية السعودية لوقف زحف الحوثيين وشن غارة في المدينة. وأرسلت قوة من سلاح المظليين كتيبة 85 إلى الخوبة والقضاء على الحوثيين واشتبكت معهم وأعلن الأمير خالد بن سلطان نائب وزير الدفاع أن «المفقودين من الكتيبة لا نعلم عنهم شيئاً ونعلم أنهم مفقودون ويتم البحث عنهم بواسطة الطائرات العمودية».
بعد إعلان الحرب على الحوثيين تحركت المشاة من خميس مشيط وتحركت ألوية من القوات البرية الملكية السعودية من دبابات ومدفعية ومشاة وصواريخ وتحركت القوات البحرية الملكية السعودية من مشاة وسفن البحرية انتهت الحرب في عام 2010 حيث انسحب الحوثيين بسبب القصف الجوي والمدفعي وقد خرجوا من الحدود السعودية وكانت الخسائر:

## الحرب
علمت السعودية بدخول الحوثيين وأرسلت قوة من سلاح المظليين، كتيبة 85 إلى الخوبة والقضاء على الحوثيين، واشتبكت الكتيبة 85
وأعلن الأمير خالد بن سلطان نائب وزير الدفاع أن «المفقودين من الكتيبة لا نعلم عنهم شيئاً، نعلم أنهم مفقودون ويتم البحث عنهم بواسطة الطائرات العمودية». بعد إعلان الحرب على الحوثيين تحركت المشاة من خميس مشيط وتحركت ألوية من القوات البرية الملكية السعودية من دبابات ومدفعية ومشاة وصواريخ وتحركت القوات البحرية الملكية السعودية من مشاة البحرية وسفن البحرية.

## النتيجة
في عام 2010 انسحب الحوثيين بسبب القصف الجوي والمدفعي وقد خرجوا من الحدود السعودية.
بحسب تصريحات رسمية في عام 2010 للأمير خالد بن سلطان مساعد وزير الدفاع
(الخسائر):
- الخسائر لدى الحوثيين:
  - قتيل: 1500 قتيل حوثي تقريباً.
  - جريح: لايوجد مصدر محدد.
- الخسائر لدى السعودية بحسب تصريح في يناير من عام 2010 للأمير خالد بن سلطان مساعد وزير الدفاع آنذاك:[2] اسم الحرب من وزارة الدفاع السعودية
  - قتيل: 73 جندي سعودي
  - جريح: 470 جندي سعودي.
  - أسير: 12 جندي.